# Dissodactylus latus
Espèce
Dissodactylus latus est une espèce de crabe symbiotique de la famille des Pinnotheridae.

## Localité
Il se rencontre le long des côtes de Floride aux États-Unis à une profondeur d'environ 6 mètres.

## Hôte
On le retrouve en association symbiotique avec l'oursin irrégulier clypéasteroïde, Clypeaster subdepressus.

## Référence
- Griffith, 1987 : Taxonomy of the genus Dissodactylus with descriptions of three new species. Bulletin of Marine Science, vol. 40, n. 3, p. 397-422 texte original.